# Gruppen for Europæisk Frihed og Demokrati
Europæisk Frihed og Demokrati eller engelsk Europe of Freedom and Democracy (EFD) er en højreorienteret euroskeptisk politisk gruppering i Europa-Parlamentet. Grupperingen blev skabt efter Europa-Parlamentsvalget 2009 og består primært af elementer fra de forhenværende Independence/Democracy og Union for a Europe of Nations grupperinger i Europa-Parlamentet.
Gruppen består af ti politiske partier, de største er det britiske UK Independence Party (UKIP) med 11 pladser og det italienske Lega Nord med 9 pladser. EFD er den mindst integrationsvenlige gruppe i Europa-Parlamentet. Gruppen betragtes som værende placeret mellem højrefløjen og højreekstremisterne på den politiske skala.
Dansk Folkeparti var 2009-14 repræsenteret i gruppen ved Morten Messerschmidt fra Dansk Folkeparti. 2014-19 sidder de 4 medlemmer af Dansk Folkeparti i Gruppen af Europæiske Konservative og Reformister.

## Medlemspartierne
Europæisk Frihed og Demokrati havde i alt 34 valgte medlemmer af Europa-Parlamentet mellem 2009-2014:
| Medlemsstat    | Parti                                        | EP-medlemmer | Tidligere gruppe                                  |
| -------------- | -------------------------------------------- | ------------ | ------------------------------------------------- |
| Belgien        | Frank Vanhecke (uafhængig)                   | 1            | ingen                                             |
| Bulgarien      | National Front for the Salvation of Bulgaria | 1            | ingen                                             |
| Danmark        | Dansk Folkeparti                             | 1            | ingen                                             |
| Finland        | De Sande Finner                              | 1            | n/a                                               |
| Frankrig       | Mouvement pour la France                     | 1            | Independence/Democracy                            |
| Grækenland     | Popular Orthodox Rally                       | 2            | Independence/Democracy                            |
| Italien        | Lega Nord                                    | 8+1          | Union for Europe of the Nations                   |
| Italien        | I Love Italy                                 | 1            | Gruppen for Det Europæiske Folkeparti             |
| Litauen        | Order and Justice                            | 2            | Union for Europe of the Nations                   |
| Holland        | Reformed Political Party                     | 1            | Independence/Democracy                            |
| Polen          | United Poland                                | 4            | Gruppen af Europæiske Konservative og Reformister |
| Slovakiet      | Slovak National Party                        | 1            | n/a                                               |
| Storbritannien | UK Independence Party                        | 10           | Independence/Democracy                            |